# Gare de Guéthary
Gare de Guéthary vasútállomás Franciaországban, Guéthary településen.

## Vasútvonalak
Az állomást az alábbi vasútvonalak érintik:
- Bordeaux–Irun-vasútvonal

## Kapcsolódó állomások
A vasútállomáshoz az alábbi állomások vannak a legközelebb:
- Gare de Saint-Jean-de-Luz - Ciboure
- Gare de Biarritz